# 本川纱奈生
本川纱奈生（日语：／ Motokawa Sanae，1992年4月2日—），生于北海道钏路郡钏路町，日本女子篮球运动员，效力于Chanson化妆品V魔术俱乐部，场上位置是前锋。本川擅长带球突破以及三分球。2014–15赛季，她成功入选JBL赛季全明星阵容。2015年，她入选亚洲女子篮球锦标赛日本队阵容，最终随队获得冠军。2016年，她入选里约奥运日本女子篮球队，首次获得奥运资格。2017年，本川入选第83届全日本篮球锦标赛全明星阵容。